# Gustavo Pulitzer-Finali
Ne pas confondre avec Gustavo Pulitzer-Finali, spongiologiste italien (voir Agelas inaequalis (sv)).
Gustavo Pulitzer-Finali, né en 1887 et mort en 1967, est un architecte, urbaniste et designer italien. Il est notamment l'urbaniste de la ville de Carbonia (architecture fasciste) et l'architecte de quelques bâtiments de la ville (théâtre, beffroi...). En design, il était spécialisé dans l'aménagement naval.
Gustavo Pulitzer-Finali est fils d'immigrés hongrois, Geza Pulitzer, son père  et Caroline  Finaly, sa mère. Après  ses études secondaires à Trieste il est élè̠ve à l'école polytechnique de Munich, dont il sort ingénieur.